# دربان (فیلم ۲۰۲۰)
دربان (انگلیسی: The Doorman) یک فیلم اکشن به کارگردانی ریوهی کیتامورا است که در سال ۲۰۲۰ منتشر شد.

## بازیگران
- روبی رز
- ژان رنو
- لوئیس ماندیلور
- روپرت اوانس
- اکسل هنی
- هیده‌آکی ایتو
- دیوید ساکورای